# Герхард II фон Диц
Герхард II фон Диц (на немски: Gerhard II (IV) von Diez; * пр. 1243; † 30 юли 1266) е граф на Графство Диц.

## Произход
Той е син на граф Герхард I (II/III) фон Диц († сл. 1228). Внук е на граф Хайнрих II фон Диц († 1189) и съпругата му Кунигунда фон Катценелнбоген († сл. 1198). Брат е на Мехтилд († сл. 1266), омъжена за Йохан фон Зирзберг († сл. 1243), и на друга сестра, омъжена за Зигфрид IV фон Рункел, господар на Вестербург († 1266).

## Фамилия
Герхард II фон Диц се жени за Агнес фон Сарверден († сл. 1277), дъщеря на граф Лудвиг III фон Сарверден († сл. 1246). Те имат децата:
- Герхард III фон Диц († сл. 1306), женен за Елизабет фон Сайн (* 1275; † ок. 1308), дъщеря на граф Готфрид I фон Спонхайм-Сайн и Юта фон Изенбург
- Лудвиг фон Диц († сл. 1300), домхер в Майнц
- Матилда фон Диц († 3 декември 1288), омъжена пр. март 1266 г. за Вернер I фон Фалкенщайн († 1298/1300), син на Филип I фон Фалкенщайн и Изенгард фон Мюнценберг
- Аделхайд фон Диц († сл. 1293), омъжена за граф Хайнрих фон Изенбург-Лимбург († 15 януари 1280), син на граф Герлах I фон Лимбург и Имагина фон Близкастел